# Tang Wei
Tang Wei (en chino tradicional, 湯唯; en chino simplificado, 汤唯; pinyin, Tāng Wéi; n. 7 de octubre de 1979) es una actriz china. Es conocida por protagonizar la película de Ang Lee Deseo, peligro (Ganadora en 2007 del León de Oro) y obtuvo más elogios por sus actuaciones en Late Autumn (2010), Finding Mr. Right (2013), The Golden Era (2014),  Long Day's Journey into Night (2018), Decision to Leave (2022). Tang es la primera y única no coreana galardonada como Mejor Actriz en el Baeksang Art Awards (2 veces),  Blue Dragon Film Awards, Chunsa Film Art Awards y Buil Film Awards. También es la primera actriz asiática que gana el Trophée Chopard Award en el Festival de Cannes 2008. 

## Biografía
Tang nació en Wenzhou, Zhejiang, China y se crio en Hangzhou, Zhejiang de padres de origen de Wenzhou. Tang es la única hija de una antigua actriz y pintora. En una entrevista, explicó que viajó a menudo alrededor de China y aprendió a pintar, agregando que fue influenciada por sus padres. Tang se graduó en una escuela secundaria profesional local en su ciudad natal en 1996, donde sus maestros la describieron como «atlética» y una «buena estudiante que siempre hacía su tarea». No tenía planes de hacerse famosa, pues originalmente aspiró a convertirse en arqueóloga o abogada. Tang tomó la decisión de entrar en la industria del entretenimiento después de hacer algunos modelos en 1997. Se graduó de la Academia Central de Teatro de Pekín en 2002.
En 2014 se casó con el director de cine surcoreano Kim Tae-yong. La ceremonia se celebró el 12 de julio en el patio delantero de la casa de la leyenda del cine sueco Ingmar Bergman, en la isla de Fårö. En agosto de 2016 nació su primera hija.

## Carrera profesional

### Inicios en televisión (2003–2005)
Poco después de su graduación universitaria, Tang conoció a Stan Lai durante uno de sus viajes a China. Estaba impresionado por la actriz y procedió a recomendarla a varios directores y así fue contratada en varios papeles, aunque era relativamente desconocida fuera de su ciudad natal en China en este tiempo. No obstante, Tang protagonizó una serie de televisión, Policewoman Swallow (2004) y un breve drama universitario, Che Guevara (2004). Después de trabajar con un grupo más diverso de actrices, también apareció en los dramas de televisión Leaving Seafront Street (2005), East Meets West (2005) y Born in the 60s (2006).

### Éxito y reconocimiento internacional (2006–2008)

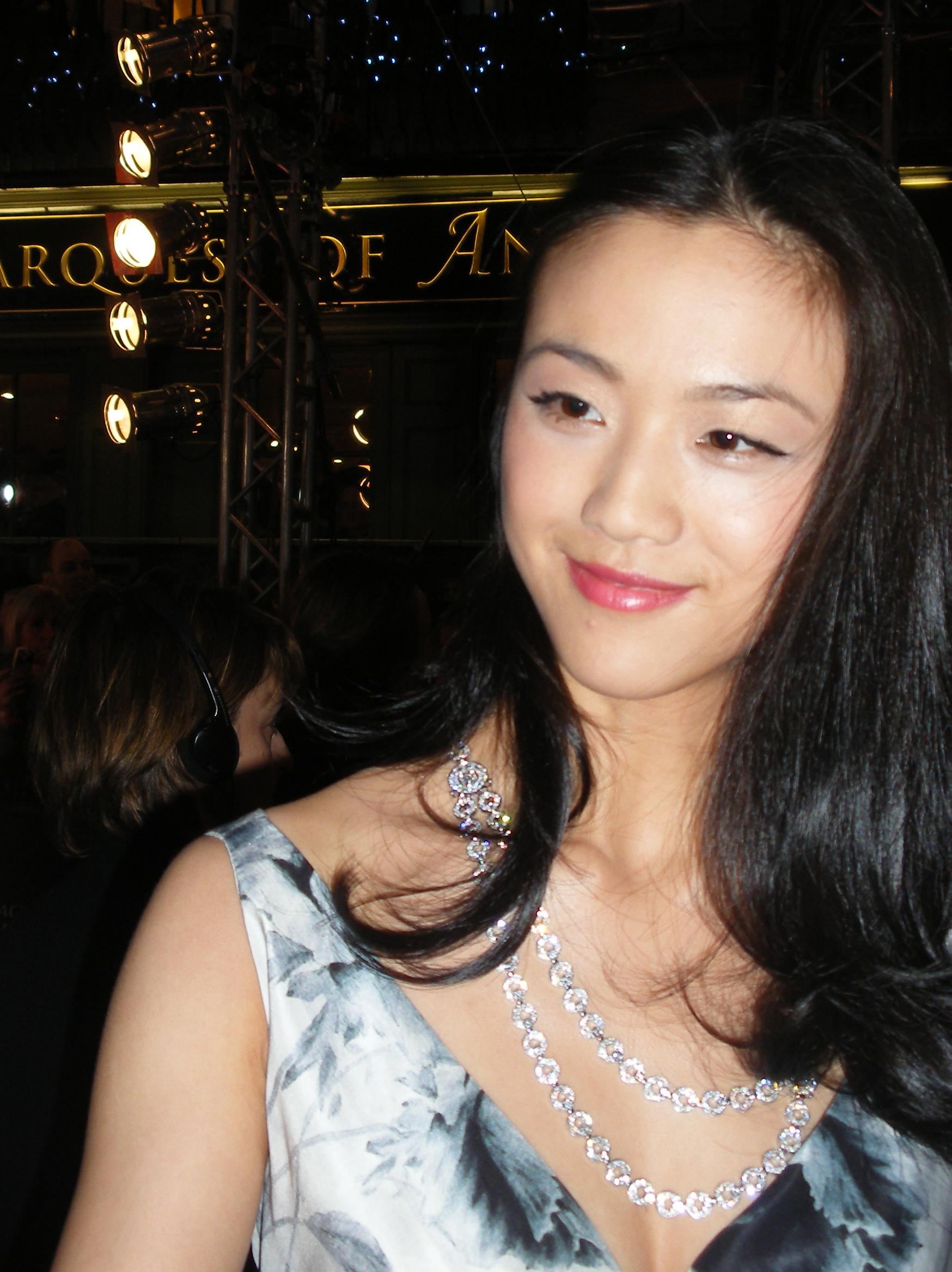
Tang en los 61.º Premios BAFTA en 2008.

En julio de 2006, Tang fue seleccionada entre más de 10 000 actrices para aparecer en la película de Ang Lee Lust, Caution (2007) como Wong Chia Chi, coprotagonizada por Tony Leung Chiu-Wai, Joan Chen y Leehom Wang. Aprendió tanto shangainés y el dialecto de suzhou relacionados durante ese tiempo, y fue entrenada en un estilo más formal de vestirse y actuar. Tang ganó el premio al Mejor artista en los Golden Horse Awards. Tang también fue nominada para el Independent Spirit Award, y estuvo presente en la ceremonia en Santa Mónica, California, en febrero de 2008. A partir de ese momento recibió el reconocimiento dentro y fuera de China por este papel. En marzo de 2008, la Administración Estatal de Radio y Televisión de China (SARFT) ordenó una prohibición del filme debido a las escenas sexuales explícitas de Tang en Lust, Caution. Debido a la polémica instigada por la declaración, esto fue seguido por la interrupción de la mayoría de los anuncios de televisión de televisión de Tang próximos sobre diversos alimentos de bocadillos y cosméticos.

### Late Autumn y Crossing Hennessey (2009–presente)
Tang iba a protagonizar la película de Tian Zhuangzhuang The Warrior and the Wolf (2009), pero fue reemplazada por Maggie Q debido a la sanción impuesta por las autoridades comunistas chinas por las escenas sexuales de Lust, Caution. En febrero de 2009, durante su ausencia de la industria cinematográfica, se informó que había asistido brevemente a clases de arte dramático en la Universidad de Reading en el Reino Unido.
De noviembre de 2009 a marzo de 2010, Tang filmó con Hyun Bin Late Autumn (2010), dirigida por Kim Tae-yong. Late Autumn fue filmada en Seattle, Washington. En Crossing Hennessy (2010), un drama romántico con Jacky Cheung, Tang interpreta a la huérfana Oi Lin que se enamora de Xu. Su tío trata de evitar la atracción de otro hombre, y tiene éxito como el plan termina en el matrimonio. Aprendió cantonés durante este tiempo, y se informó que lo hizo realmente bien a pesar del tiempo limitado de filmación y su papel en la película. Fue la primera película de Tang que se mostró en China desde Lust, Caution y la actriz aseguró en marzo de 2010: "Vengo a Hong Kong para este estreno, pude ver al director Ivy y la coestrella Andy On de nuevo. Ahora estoy emocionada de ver la película, seré muy feliz si todo el mundo puede ver mi trabajo".
En septiembre de 2010, se anunció que debía aparecer en The Founding of a Party, una película china lanzada en 2011 para conmemorar el 90 aniversario del Partido Comunista de China. Sus escenas fueron cortadas en la versión teatral, supuestamente a petición del nieto de Mao Zedong, Mao Xinyu. En 2011, Tang regresó al cine principal con dos películas importantes, Speed Angels y Dragon. Aunque el primero no fue un éxito comercial, Dragon fue un éxito en la taquilla china.
En 2013, Tang tuvo su mayor éxito comercial cuando protagonizó junto al actor Wu Xiubo en la película dirigida por Xue Xiaolu Finding Mr. Right, que obtuvo el aplauso de la crítica y fue un éxito en taquilla. El periódico de Shanghái, City Weekend, escribió: "El elemento más fascinante de la película es la propia Tang Wei, un testimonio de su carisma en la pantalla de que un personaje tan estridente, materialista y generalmente terrible puede hacer que la audiencia se derrita por ella. Después de ser temporalmente prohibida del cine chino por su polémico debut, Tang demuestra que es una de las jóvenes actrices más prometedoras que tiene la República Popular China. Esperemos que los cineastas locales se den cuenta de que han encontrado a la Sra. Right".
Luego, Tang fue elegida para interpretar a la escritora Xiao Hong en la película biográfica The Golden Era, dirigida por Ann Hui, que cerró el Festival Internacional de Cine de Venecia. 
Tang hizo su debut cinematográfico en inglés en Blackhat, un thriller de acción coprotagonizado por Chris Hemsworth y Wang Leehom, su coprotagonista en Lust, Caution (2007). También protagonizó A Tale of Three Cities, basada en las experiencias de los padres de Jackie Chan durante la guerra. 
Tang y Wu se unieron nuevamente para filmar la secuela de Finding Mr. Right (2013), titulada Book of Love (2016), que fue un éxito comercial. 
En 2017, Tang fue elegida como la protagonista femenina de Long Day's Journey Into Night, dirigida por Bi Gan. La película se proyectó en la sección Una Cierta Mirada del Festival de Cine de Cannes de 2018.
En 2019, Tang regresó a la pantalla chica con el drama histórico Empress of the Ming. El mismo año protagonizó la película The Whistleblower dirigida por Xue Xiaolu.
En 2022, Tang protagonizó la película romántica de misterio surcoreana Decision to Leave, dirigida por Park Chan-Wook, con gran éxito de crítica. En abril de 2022, la película fue seleccionada para competir por la Palma de Oro en el Festival de Cine de Cannes de 2022, donde Park Chan-wook ganó el premio al Mejor Director. Por su papel de inmigrante china en Corea del Sur sospechosa de asesinato, Tang se convirtió en la primera no coreana honrada como Mejor Actriz en los Baeksang Art Awards, que fue por segunda vez, Blue Dragon Film Awards, Chunsa Film Art Awards y Buil Film Awards.

## Filmografía

### Teatro
| Año  | Título               | Papel          |
| ---- | -------------------- | -------------- |
| 2001 | A Dream Like a Dream | Lai Shengchuan |
| 2004 | Che Guevara          | Yang Ting      |
| 2019 | Ming Dynasty         | Sun Ruowei     |

### Televisión
| Año  | Título                              | Papel       |
| ---- | ----------------------------------- | ----------- |
| 1998 | Chinese Female Football             | Portera     |
| 2004 | Policewoman Swallow                 | Swallow     |
| 2004 | Sons and Daughters of the Red Cross | Ning Xiaoya |
| 2005 | Brother, Brother                    | Secretaria  |
| 2005 | Leaving Seafront Street             | Yan Lei     |
| 2005 | Qingqian Nalati                     | Chen Yan    |
| 2006 | Born in the 60s                     | Yue Linlin  |
| 2006 | Silent Tears                        | Shang Li    |

### Cine
| Año  | Título                        | Papel             | Notas |
| ---- | ----------------------------- | ----------------- | --- |
| 2007 | Lust, Caution                 | Wang Chia-chi     | Trofeo Chopard (Festival de Cine de Cannes) New Weekly Cutting Edge Awards List Mejor actriz en los Chinese Film Awards Mejor actriz en Los Angeles Magazine Award Mejor actriz en los Asian Pacific Film y TV Expo Mejor actriz en los Hollywood Awards Mejor nueva actriz en el Festival de cine de Venecia Mejor nueva actuación en los Golden Horse Awards Nominada - Mejor actriz en los Asian Film Awards Nominada - Mejor actriz en los Rising Star Award, BAFTA Nominada - Actuación más prometedora en los Chicago Film Critics Association Awards Nominada - Mejor actriz en los Golden Horse Awards Nominada - Independent Spirit Award a la mejor actriz Nominada - Mejor irrupción en los Online Film Critics Society Awards |
| 2010 | Crossing Hennessy             | Oi-lin            | Chinese Film Media Awards for Best Actress Nominated - Golden Horse Awards for Best Actress Nominated - Hong Kong Film Critics Society Awards for Best Actress Nominated - Hong Kong Film Award for Best Actress |
| 2010 | Late Autumn                   | Anna              | Mejor actriz en los Baeksang Arts Awards Mejor actriz en los Korean Association of Film Critics Awards Mejor actriz en los Busan Film Critics Awards Mejor actriz en los KOFRA Film Awards Nominada - Mejor actriz en los Blue Dragon Film Awards |
| 2011 | The Founding of a Party       | Tao Yi            | (escenas eliminadas antes del estreno) |
| 2011 | Dragon                        | Ayu               | |
| 2011 | Speed Angels                  | Hong Xiaoyi       | |
| 2013 | Finding Mr. Right             | JiaJia            | Nominada - Mejor actriz en los Hong Kong Film Award Nominada - Mejor actriz en los Hundred Flowers Awards Ganadora - Mejor actriz en los China Film Director's Guild Awards Ganadora - Mejor actriz en los Shanghai Film Critics Awards Ganadora - Mejor actriz en los Beijing College Student Film Festival Ganadora - Mejor actriz en los Guangzhou Student Film Festival Nominada - Mejor actriz en los Huading Awards |
| 2014 | The Golden Era                | Xiao Hong         | |
| 2015 | Blackhat                      | Chen Lien         | |
| 2015 | Monster Hunt                  | Negociadora       | |
| 2015 | Only You                      |                   | |
| 2015 | A Tale of Three Cities        |                   | |
| 2015 | Office                        | Sophie            | |
| 2016 | Finding Mr. Right 2           | JiaJia            | [ 23 ] |
| 2018 | Long Day's Journey into Night | Wan Qiwen/Kaizhen | |
| 2019 | The Whistleblower             | Zhou Siliang      | |
| 2022 | Decision to Leave             | Seo-rae           | [ 24 ] [ 25 ] |
| 2024 | Wonderland                    |                   | [ 26 ] |

### Programas de variedades
| Año  | Programa   | Notas          |
| ---- | ---------- | -------------- |
| 2016 | Ace vs Ace | episodio #1.10 |